# Fantasia Special
Fantasia Special in Tongdo Fantasia (Yangsan, Gyeongsangnam-do, Südkorea) ist eine Stahlachterbahn vom Modell Custom Looping Coaster des Herstellers Arrow Dynamics, die 1993 eröffnet wurde. Seit der Schließung des Parks im Jahr 2020 ist die Bahn geschlossen.
Sie war die erste Achterbahn weltweit, die mit einem dreifachen Korkenzieher ausgestattet wurde.